# Augustin Prosper Tassin de La Renardière
Pour les articles homonymes, voir Tassin.
 (février 2010).
 Augustin Prosper Tassin de La Renardière (1728 - 1814), seigneur de Charsonville, est un négociant, industriel et collectionneur d'art orléanais qui fit fortune dans le raffinage du sucre. Il était membre de la famille Tassin de Charsonville, établie à Orléans depuis le XIVe siècle, qui fournit nombre de notables à la ville.

## Biographie
Augustin Prosper Tassin de La Renardière, chevalier et seigneur de Charsonville, d'Authon, du Vivier, Josnes & autres lieux, est le fils de Joseph Tassin, seigneur du Chesne, marchand et échevin d'Orléans, et de Catherine Cahouet. Il fut parmi les principaux propriétaires fonciers de la Beauce orléanaise, avec ses cousins seigneurs de Lorges, Messilly, Moncourt, Villiers, Villemain et également parmi les principaux négociants raffineurs de sucre orléanais, associé à son beau-père puis avec son beau-frère, Pierre Philippe Jean Miron de Poisioux, seigneur du Coudray en Beauce.
Il était capitaine des chasses de Sologne du duc d'Orléans, conseiller secrétaire du Roy à la cour des Aydes de Montauban (1781). Il est devenu seigneur de Charsonville et de la Renardière à Baccon en 1783 (terres acquises de son cousin Charles François Tassin de Charsonville).

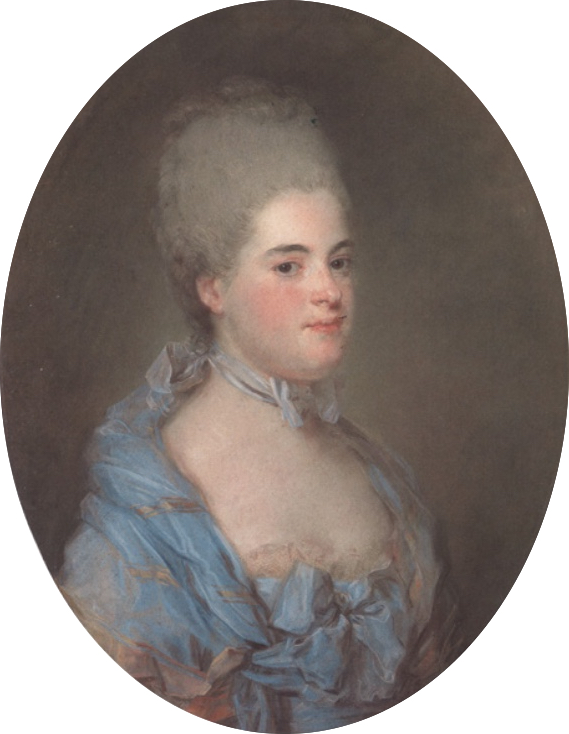
Portrait de son épouse.

Il épousa en 1763, Madeleine Monique Seurrat de La Barre, fille d'Étienne Augustin Seurrat, un riche négociant raffineur orléanais, membre de la famille Seurrat, une famille d'ancienne noblesse française établie à Orléans depuis le XVe siècle, et qui fournit nombre d'industriels et de notables à la ville. Il eut entre autres, un fils - Étienne Augustin Tassin de Charsonville, chevalier d'Authon (dirigeant de la société "Tassin-Baguenault, Raffineurs"), époux de Émilie Pauline Baguenault de Puchesse, mais qui dut fermer les raffineries familiales en 1820 à la suite du blocus anglais qui eut pour effet de bloquer l'approvisionnement de canne à sucre. C'est à ce moment que la canne fut remplacée par la betterave sucrière et il hérita en 1824, de sa tante Mme Miron de Poisioux née Seurrat de La Barre, de la seigneurie du Coudray en Beauce.
Prosper Augustin Tassin de La Renardière, seigneur de Charsonville, créa également une succursale à Paris située dans son hôtel acheté rue Coquillière, où il reçut fréquemment ses amis orléanais et particulièrement son parent, Aignan-Thomas Desfriches, grand notable d'Orléans, seigneur de La Cartaudière, artiste très en vogue et ami de Jean-Baptiste Perronneau.
Prosper Augustin fit faire son portrait par Jean-Baptiste Perronneau qui est aujourd'hui au musée du Louvre, aux côtés de celui de la marquise de Pompadour par Quentin de La Tour, ainsi que celui de son épouse, comme également le firent des cousins tels que Charles François Tassin de Charsonville dont le portrait est au musée des Beaux-Arts d'Orléans, les Miron de Poisioux, les Colas des Francs, les Seurrat de Guilleville, le marquis et la marquise de Courcy, les Raguenet de Saint-Albin, les Michel de Grilleau, les Cadet de Limay, Charles Le Normant du Coudray au musée Cognacq-Jay, et de nombreux autres parents ou alliés de cette famille orléanaise.
Sa résidence à Orléans était située rue d'Escures, dans l'hôtel voisin du siège actuel de l'agence de la Caisse d'épargne, résidence de son cousin Charles François Tassin de Charsonville, appelée : la Grande Babylone. Ses résidences de campagne furent le petit château de Charsonville, anciennement propriété de la famille de Montgommery puis des ducs de Lorge, et le château de La Renardière situé sur la commune de Baccon. Au XIXe siècle, sa descendance fit construire le château du Bailly à Mézières-lez-Cléry, de Style Restauration, et le château de Montambert à Vannes-sur-Cosson, de Style néo-classique.
Le 16 août 1789, 88 moissonneurs veulent se saisir de lui à la sortie de messe de l'église de Baccon. Il se réfugie au Château de la Touanne chez ses amis Bigot de La Touanne et moyennant 1 200 livres, il est libéré. Les 88 brigands sont arrêtés et jugés par la Prévôté d'Orléans. Certains sont condamnés à la pendaison, d'autres aux galères. Prosper Augustin de Charsonville part à Versailles et obtient du roi Louis XVI la grâce de ses agresseurs. Il retourne à Orléans et se rend ensuite dans les prisons pour annoncer la nouvelle aux condamnés.
Sa nombreuse descendance donna entre autres, l'officier vendéen Hugues d'Alès, le comte Octave de Follin, Roger Gombault, époux d'une héritière Mame et président de la société Mame de 1926 à 1936, Jean Tassin de Charsonville ou Inès de La Fressange. Il veilla également sur les carrières de ses neveux tels que Charles Robert de Boislandry, Damien Orphée Le Grand de Boislandry, François Laurent de Geffrier seigneur de Pully, Gabriel-Jacques Laisné de Villévêque et Robert Tassin du Chesne.
Avec son cousin Charles François Tassin de Charsonville (1723 - 1804), Prosper Augustin constitua également une collection de tableaux, non seulement grâce au soutien de leur cousin peintre, Aignan-Thomas Desfriches, mais également parce qu'Orléans de par sa prospérité, devint une place intellectuelle et artistique importante dans le royaume. Nombre de ces œuvres ont été léguées par leurs descendants au musée des Beaux-Arts d'Orléans et ont contribué à la qualité du fonds XVIIIe siècle de ce musée.
Les Tassin donnèrent de nombreuses branches issues des différents domaines familiaux dans l'Orléanais, le Blaisois ou le Pays Chartrain, obtenus par mariage ou par achat : les Tassin de Charsonville (la branche aînée), les Tassin de Montaigu, les Tassin de Villepion, les Tassin de Saint-Péreuse, les Tassin de Nonneville, les Tassin de Moncourt, les Tassin de Villiers, les Tassin de Beaumont, les Tassin du Chesne, les Tassin des Hauts-Champs, les Tassin du Bois Saint-Martin ou les Tassin de Maupas. Cette multiple descendance va de l'écrivain Jean d'Ormesson à Patrice de Voguë - propriétaire du château de Vaux-le-Vicomte, du ministre et académicien Prosper de Barante au mannequin Inès de La Fressange, du maire de Chambray-les-Tours, le vicomte André-Louis-Marie Tassin de Nonneville, au compagnon de la Libération, le baron Pierre Tassin de Saint-Péreuse, du maire du Petit-Bersac, le marquis Bérenger de Nattes, au Conseiller général de Maine-et-Loire, le comte Scévole de Livonnière.

## Armoiries
| Blason | Blasonnement : D'argent au chevron d'azur accompagné en chef d'un croissant entre deux étoiles et en pointe d'une aigle essorante, la tête contournée, tous de sable,. |

## Sources
- Dossiers techniques du service municipal archéologique de la ville d'Orléans
- Léon de Buzonnière, Histoire architecturale d'Orléans
- DRAC Centre (monuments historiques)
- Portrait et pouvoir aux XVIIe et XVIIIe siècles par les musées Région Centre
- Archives municipales d'Orléans : la famille Tassin au XVIIIe siècle par Anne-Cécile Hodeau (mémoire Faculté d'Orléans - 1994)
- Neil Jeffares, Dictionnary of pastellists before 1800 (monographie)
- Gérard Héau, Généalogie et Histoire de la famille Tassin (Orléans), Donnery, 2010 (182 p.)
- Jacques-Henry Bauchy, Histoire anecdotique de l'Orléanais, 1978